# تاين دالي
إلين تاين دالي (بالإنجليزية: Tyne Daly) (ولدت في 21 فبراير 1946) ممثلة مسرحية وسينمائية أمريكية، حائزة على ست جوائز إيمي لعملها التلفزيوني.

## روابط خارجية
- الموقع الرسمي
- Cagney & Lacey official website
- تاين دالي على موقع IMDb (الإنجليزية)
- تاين دالي على موقع ألو سيني (الفرنسية)
- تاين دالي على موقع تيرنر كلاسيك موفيز (الإنجليزية)
- تاين دالي على موقع أول موفي (الإنجليزية)
- تاين دالي على موقع قاعدة بيانات برودواي على الإنترنت (الإنجليزية)
- تاين دالي على موقع قاعدة بيانات الأفلام السويدية (السويدية)
- تاين دالي على موقع إن إن دي بي (الإنجليزية)
- تاين دالي على موقع ديسكوغز (الإنجليزية)
- تاين دالي على موقع قاعدة بيانات الفيلم (الإنجليزية)
- تاين دالي على موقع كينوبويسك (الروسية)